# فهرست آرامستان‌ها
این فهرستی است از گورستانها، استودان‌ها (استخوان‌کده‌ها) و دیگر مدفن‌گاه‌های جهان:

## آسیا

### ایران
- ابن بابویه (تهران)
- امامزاده عبدالله (شهر ری)
- امامزاده طاهر (کرج)
- باغ رضوان (اصفهان)
- بهشت زهرا (تهران)
- بهشت فضل (نیشابور)
- بهشت رضا (مشهد)
- بهشت رضوان (مشهد)
- تخت فولاد (اصفهان)
- دارالسلام (شیراز)
- ظهیرالدوله (تهران)
- خاوران (حوالی تهران)
- مسگرآباد (تهران)
- وادی رحمت (تبریز)
- حضرت معصومه (قم)
- گورستان دولاب
- گورستان ارامنه تهران (بوراستان)
- گورستان خاموشی فردوس (خراسان، شهر کهنه)
- گورستان باغ فردوس (کرمانشاه)

### عراق
- وادی‌السلام (نجف)

### عربستان سعودی
- بقیع (مدینه)
- ابوطالب (مکه)

### ازبکستان
- آرامگاه شاه زنده

## اروپا

### ارمنستان
- پانتئون کومیتاس
- یرابلور

### انگلستان
- هایگیت (لندن)

### ترکیه
- گورستان ارامنه شیشلی

### جمهوری آذربایجان
- پارک مفاخر باکو

### جمهوری چک
- استودان سدلک

### روسیه
- گورستان نووودویچی (مسکو)
- گورستان ارامنه مسکو
- گورستان ایرانیان شیعه در سن‌پترزبورگ

### رومانی
- گورستان اترنیتاتا (یاش)
- گورستان خرم (مارامورش)

### سوئد
- کلیسای ریدارهولمن

### فرانسه
- گورستان پر-لاشز

### گرجستان
- پانتئون ارمنیان تفلیس

### لهستان
- گورستان پوونسکوفسکی (ورشو)

### مجارستان
- گورستان کرپشی (بوداپست)

## آمریکای شمالی
- آرامستان صلیب مقدس، کالور سیتی
- آرامستان ملی آرلینگتون
- آرامستان آرارات
- فارست لاون

## آمریکای جنوبی

### آرژانتین
- آرامگاه رکوله‌تا

### کلمبیا
- گورستان مرکزی بوگوتا